# ويليام ميجر
ويليام ميجر هو سياسي كندي، ولد في 12 أبريل 1896 بساوث غلينغاري في كندا، وتوفي في 24 فبراير 1966. حزبياً، نشط في الحزب الليبرالي الكندي. وقد انتخب عضو مجلس العموم الكندي.